# Полет 815 на „Виетнам Еърлайнс“
Полет 815 на „Виетнам Еърлайнс“ е редовен международен пътнически полет от международното летище „Тан Сон Нят“, Хошимин, Виетнам, до международното летище „Почентонг“, Пном Пен, Камбоджа, управляван от „Виетнам Еърлайнс“. На 3 септември 1997 г. самолетът „Туполев Ту-134B-3“, който изпълнява полета, се разбива приблизително 800 м от пистата на летището в Пном Пен, по време на последния си подход преди кацане. В катастрофата загиват 65 от 66 души на борда. Това е най-смъртоносният инцидент в историята на Камбоджа.
Камбоджанският комитет за разследване на авиационни произшествия установява, че причината за катастрофата е пилотска грешка. Капитанът не изпълнява инструкциите на ръководителя в контролната кула, взема решение да продължи да се спуска при много лошо време и пренебрегва съветите на първия офицер и бордния инженер. Освен това той включва автопилота дори след преминаване на минималната височина, когато трябва да се вземе решение дали да приземи машината, или да отмени кацането. Импулсивните му действия да продължи подхода в условията разкриват „неговата психологическа неготовност да прекрати кацането“.